# Telekes
Telekes é um município da Hungria, situado no condado de Vas. Tem 10,81 km² de área e sua população em 2015 foi estimada em 516 habitantes.